# Кёрлинг на зимних юношеских Олимпийских играх 2016
Соревнования по кёрлингу на зимних юношеских Олимпийских играх 2016 года проводились на арене Kristins Hall в городе Лиллехаммер (Норвегия) с 12 по 21 февраля 2016 года. Соревнования смешанных команд проводились с 12 по 17 февраля, соревнования смешанных пар — с 19 по 21 февраля.

## Медальный зачёт

### Таблица
| Место          | Страна            | Золото | Серебро | Бронза | Всего |
| -------------- | ----------------- | ------ | ------- | ------ | ----- |
| –              | Смешанная команда | 1      | 1       | 1      | 3     |
| 1              | Канада            | 1      | 0       | 0      | 1     |
| 2              | США               | 0      | 1       | 0      | 1     |
| 3              | Швейцария         | 0      | 0       | 1      | 1     |
| Всего стран: 3 | Всего стран: 3    | 2      | 2       | 2      | 6     |

### Команды
| Дисциплина        | Золото                                                                                       | Серебро                                                                                | Бронза                                                                                           |
| ----------------- | -------------------------------------------------------------------------------------------- | -------------------------------------------------------------------------------------- | ------------------------------------------------------------------------------------------------ |
| Смешанные команды | Канада Mary Fay (скип) Тайлер Тарди Karlee Burgess Sterling Middleton Helen Radford (тренер) | США Luc Violette (скип) Cora Farrell Ben Richardson Cait Flannery Том Виолетт (тренер) | Швейцария Селина Витшонке (скип) Henwy Lochmann Laura Engler Philipp Hösli Paddy Kaeser (тренер) |
| Смешанные пары    | Смешанная команда · Yako Matsuzawa · Philipp Hösli                                           | Смешанная команда · Хань Юй · Росс Уайт                                                | Смешанная команда · Zhao Ruiyi · Андреас Хорстад                                                 |